# Prince Far I
Prince Far I, artiestennaam van Michael James Williams (Spanish Town, 1945 – Kingston, 15 september 1983) was een Jamaicaanse reggaezanger en -producer uit de jaren 70 en 80 van de 20e eeuw.
Prince Far I werd geboren in het plaatsje Spanish Town op Jamaica. Door zijn grote, gespierde voorkomen werkte hij enige tijd als beveiligingsmedewerker. Hij raakte hij aan het begin van de jaren 70 betrokken bij de opkomende Jamaicaanse roots reggae muziek. Toen hij op een dag in 1970 als bewaker bij de legendarische Studio One werkte, werd daar een plaat opgenomen waarvoor geen geschikte stem gevonden kon worden. Williams haalde Coxsone Dodd, de eigenaar van de studio, over om hem het stuk te laten zingen. Dodd was direct onder de indruk en gaf hem de kans zijn carrière te starten onder zijn eerste artiestennaam King Cry Cry.
Door zijn zware basstem en zijn manier van toasten (het op melodieuze wijze praten en chanten over een speciaal ritme, vaak geleend van een andere artiest) werd hij al snel een populaire artiest. Prince Far I was geïnspireerd door de rastafari beweging en gaf in veel van zijn teksten uiting aan zijn geloof. Op een van zijn eerste platen, Psalms for I, zingt hij het Onze Vader en verschillende psalmen. Hij maakte deze LP onder andere voor de ongeschoolde en analfabetische arme bevolking van Jamaica, die zelf niet in staat was de Bijbel te lezen.
In 1983 werd hij in het door straatgeweld overheerste Jamaica neergeschoten en overleed later in het ziekenhuis op 39-jarige leeftijd.

## Discografie
- Psalms For I (Carib Gems, 1975)
- Under Heavy Manners (Joe Gibbs, 1976)
- Message from the King (Virgin Front Line 1978)
- Long Life (Virgin Front Line, 1978)
- Cry Tuff Dub Encounter (Cry Tuff/Hit Run, 1978)
- Cry Tuff Dub Encounter Part 2 (Cry Tuff/Virgin Front Line, 1979)
- Free From Sin (Trojan, 1979)
- Dub To Africa (Price Far I, 1979)
- Jamaican Heroes (Trojan, 1980)
- Cry Tuff Dub Encounter Chapter 3 (Cry Tuff/Daddy Kool, 1980)
- Showcase In A Suitcase (Pre, 1980)
- Livity (Pre, 1981)
- Voice of Thunder (Trojan, 1981)
- Cry Tuff Dub Encounter Chapter 4 (Cry Tuff/Trojan, 1981)
- Musical History (Trojan, 1983)
- Musical Revue / Suns of Arqa Live with Prince Far I (1983)
- Umkhonto We Sizwe (Spear of the Nation) (Kingdom/Tamoki Wambesi 1984)
- Black Man Land (1990)
- Dubwise (1991)
- Cry Freedom Dub (1994)
- In the House of Vocal & Dub with King Tubby (1995)
- DJ Originators Head To Head Volume Two Prince Far I & Trinity (1996)
- Health & Strength (Pressure Sounds, 1998)
- Megabit 25, 1922-Dub (1998)
- Ten Commandments (1999)
- The Golden Years 1977-1983 (1999)
- Heavy Manners: Anthology 1977-83 (Trojan, 2003)
- Silver & Gold 1973-1975 (Blood and Fire, 2005)